# 2020年東京オリンピックのウエイトリフティング競技

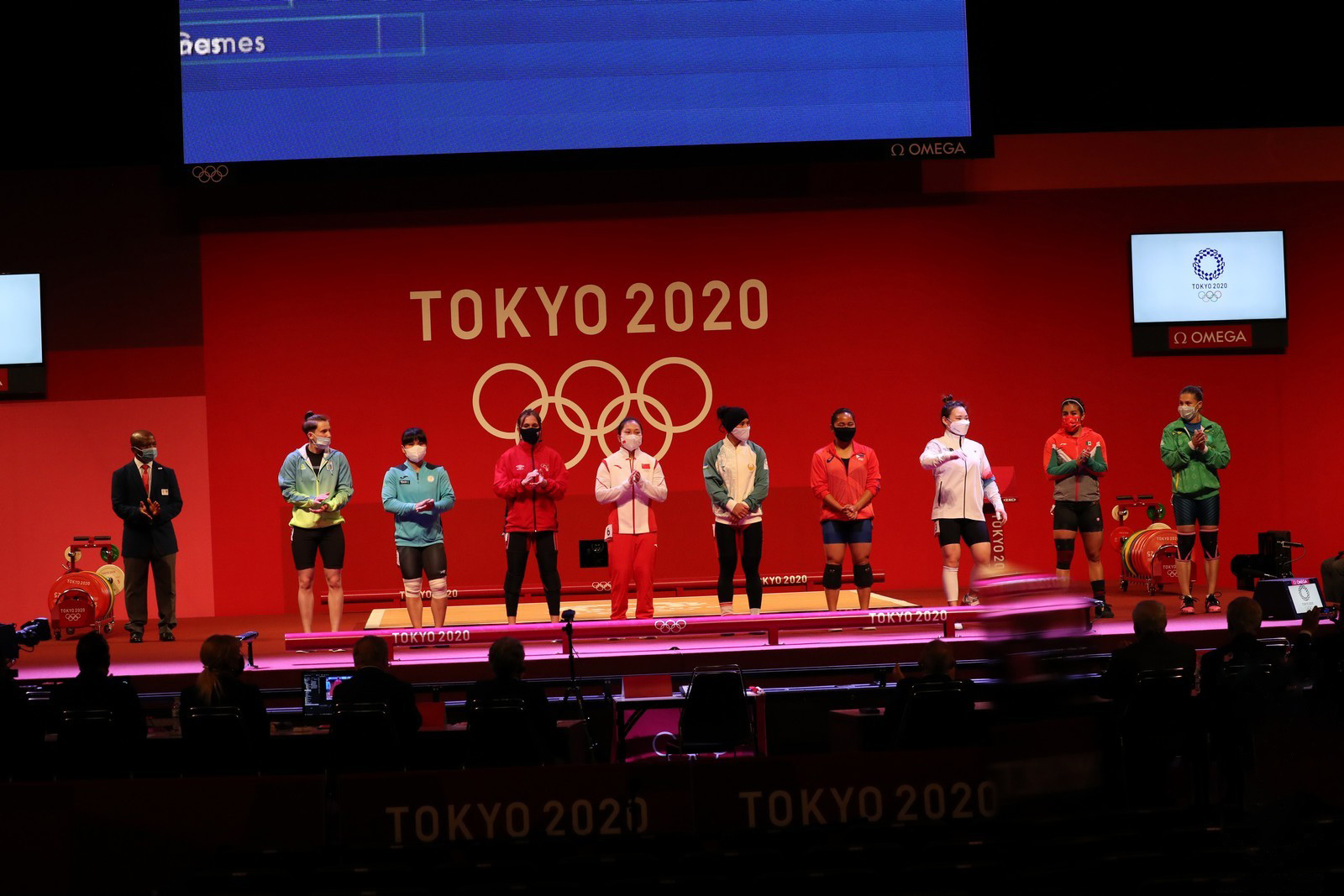

2020年東京オリンピックのウエイトリフティング競技（2020ねんとうきょうオリンピックのウェイトリフティングきょうぎ）は、国際ウエイトリフティング連盟（IWF）が管轄し、2021年7月24日から8月4日まで東京国際フォーラムホールAにて男女計14種目が行われた。

## 実施種目
前回大会から男子の1種目が削減され、計14種目となった。また、全ての階級の制限体重が変更されたため、オリンピック記録は全てリセットされる。
- 男子
  - 61 kg
  - 67 kg
  - 73 kg
  - 81 kg
  - 96 kg
  - 109 kg
  - 109 kg超

- 女子
  - 49 kg
  - 55 kg
  - 59 kg
  - 64 kg
  - 76 kg
  - 87 kg
  - 87 kg超

## 出場枠
出場枠は以下の通りである。1つの国・地域からは1種目に1名ずつ、男女4名ずつまで出場できる。ただし、2008年北京オリンピックから2020年東京オリンピックの予選終了までの期間のドーピング違反回数により、2名または1名ずつまでに制限されるほか、一部の国は本大会から除外された。出場選手は予選期間中（2018年11月～2021年4月）に行われる世界選手権やアジア選手権を始めとする各競技会の成績により獲得したポイントによる世界ランキングにより選出される（上位8名＋5大陸から1名ずつ）ほか、開催国枠と招待による出場枠がある。開催国である日本は開催国枠として男女3名ずつの出場が保証されており、少なくとも3つの世界ランキングの対象となる競技会に出場した選手の中から、本大会出場選手を選出することができるが、男子の4選手が世界ランキングにより出場権を獲得したため開催国枠は返上された。2021年6月、日本ウェイトリフティング協会により男子4名、女子3名の代表選手内定が発表された。1種目につき14名の選手が出場するが男子96kg級には難民選手団から1名の選手が追加で出場するため、この種目のみ15名の選手が出場する。
|      | 出場枠計 | うち開催国枠 | うち招待枠 | うち難民選手団 |
| ---- | -------- | ------------ | ---------- | -------------- |
| 男子 | 99       | 3→0          | 4          | 1              |
| 女子 | 98       | 3            | 4→3        | 0              |
| 合計 | 197      | 6→3          | 8→7        | 1              |

## 競技日程
| 日付        | 7/24 | 7/25 | 7/26 | 7/27 | 7/28 | 7/29 | 7/30 | 7/31 | 8/01 | 8/02 | 8/03 | 8/04 |
| ----------- | ---- | ---- | ---- | ---- | ---- | ---- | ---- | ---- | ---- | ---- | ---- | ---- |
| 男子61kg    |      | F    |      |      |      |      |      |      |      |      |      |      |
| 男子67kg    |      | F    |      |      |      |      |      |      |      |      |      |      |
| 男子73kg    |      |      |      |      | F    |      |      |      |      |      |      |      |
| 男子81kg    |      |      |      |      |      |      |      | F    |      |      |      |      |
| 男子96kg    |      |      |      |      |      |      |      | F    |      |      |      |      |
| 男子109kg   |      |      |      |      |      |      |      |      |      |      | F    |      |
| 男子109kg超 |      |      |      |      |      |      |      |      |      |      |      | F    |
| 女子49kg    | F    |      |      |      |      |      |      |      |      |      |      |      |
| 女子55kg    |      |      | F    |      |      |      |      |      |      |      |      |      |
| 女子59kg    |      |      |      | F    |      |      |      |      |      |      |      |      |
| 女子64kg    |      |      |      | F    |      |      |      |      |      |      |      |      |
| 女子76kg    |      |      |      |      |      |      |      |      | F    |      |      |      |
| 女子87kg    |      |      |      |      |      |      |      |      |      | F    |      |      |
| 女子87kg超  |      |      |      |      |      |      |      |      |      | F    |      |      |

## 参加国
ニュージーランドとチリの選手が1名ずつ、負傷により出場しなかったほか、アルジェリアの選手1名は新型コロナウィルス検査で陽性となり出場できなかったため、合計194名の選手が競技に参加した。
- アルバニア (2)
- アメリカ領サモア (1)
- アルメニア (2)
- オーストラリア (5)
- オーストリア (2)
- ベラルーシ (2)
- ベルギー (2)
- ボツワナ (1)
- ブラジル (2)
- ブルガリア (2)
- カメルーン (2)
- カナダ (5)
- チリ (1)
- 中国 (8)
- コロンビア (3)
- キューバ (4)
- チェコ (1)
- ドミニカ共和国 (5)
- エクアドル (4)
- フランス (4)
- ジョージア (4)
- ドイツ (4)
- ガーナ (1)
- イギリス (4)
- ギリシャ (1)
- グアテマラ (1)
- ハンガリー (1)
- インド (1)
- インドネシア (5)
- イラン (2)
- イスラエル (1)
- イタリア (5)
- 日本 (7)
- カザフスタン (2)
- キリバス (1)
- キルギス (1)
- ラトビア (2)
- レバノン (1)
- リトアニア (1)
- マダガスカル (2)
- マルタ (1)
- モーリシャス (1)
- メキシコ (4)
- モルドバ (1)
- モンゴル (2)
- モロッコ (1)
- ナウル (1)
- オランダ (1)
- ニュージーランド (4)
- ニカラグア (1)
- オマーン (1)
- パキスタン (1)
- パレスチナ (1)
- パプアニューギニア (2)
- ペルー (1)
- フィリピン (2)
- ポーランド (3)
- カタール (1)
- 難民 (1)
- ROC (2)
- サウジアラビア (1)
- ソロモン諸島 (1)
- 韓国 (8)
- スペイン (4)
- スウェーデン (1)
- シリア (1)
- チャイニーズタイペイ (7)
- トンガ (1)
- チュニジア (5)
- トルコ (3)
- トルクメニスタン (5)
- ウクライナ (2)
- アメリカ合衆国 (8)
- ウズベキスタン (4)
- ベネズエラ (4)
- ベトナム (2)

## 競技形式
「スナッチ」と「クリーン&ジャーク」について、それぞれ3回ずつの試技を行い、各種目の最高重量の合計（トータル重量）で順位を決める。試技に失敗した場合は同じ重量で再度試技することができる。いずれかの種目で3回連続で失敗するとトータル重量は0kgとなり、記録なしとなる。前半のスナッチで記録なしになると後半のクリーン&ジャークには参加できない。

## 競技結果
制限体重が変更されたため、オリンピック記録はリセットされたが、今大会において、予め設定された記録（Olympic Standard ）を超えるとオリンピック記録として認められる。女子55 kg級を制したヒディリン・ディアスはフィリピン勢として夏冬のオリンピックを通じて史上初の金メダル獲得となった。5大会連続の出場となった女子49 kg級の三宅宏実は記録なしに終わり3大会連続のメダル獲得はならず、本大会限りの現役引退を表明した。安藤美希子が女子59 kg級で銅メダルを獲得し、三宅がメダルを獲得したロンドン、リオデジャネイロの両大会に続く、日本の選手としては3大会連続のメダル獲得となった。

### 男子
| 種目       | 金                                        | 金     | 銀                                                  | 銀  | 銅                                              | 銅  |
| ---------- | ----------------------------------------- | ------ | --------------------------------------------------- | --- | ----------------------------------------------- | --- |
| 61 kg級    | 李発彬 中国 (CHN)                         | 313 OR | エコ・イラワン インドネシア (INA)                   | 302 | イーゴリ・ソン カザフスタン (KAZ)               | 294 |
| 67 kg級    | 諶利軍 中国 (CHN)                         | 332 OR | ルイス・ハビエル・モスケラ・ロサノ コロンビア (COL) | 331 | ミルコ・ザンニ イタリア (ITA)                   | 322 |
| 73 kg級    | 石智勇 中国 (CHN)                         | 364 WR | フリオ・マジョラ ベネズエラ (VEN)                   | 346 | ラフマト・アブドゥラー インドネシア (INA)       | 342 |
| 81 kg級    | 呂小軍 中国 (CHN)                         | 374 OR | サカリアス・ボナト・ミチェル ドミニカ共和国 (DOM)   | 367 | アントニーノ・ピッツォラート イタリア (ITA)     | 365 |
| 96 kg級    | ファレス・エル＝バフ カタール (QAT)       | 402 OR | ケイドマル・バジェニージャ ベネズエラ (VEN)         | 387 | アントン・プリェスノイ ジョージア (GEO)         | 387 |
| 109 kg級   | アクバル・ジュラエフ ウズベキスタン (UZB) | 430 OR | シモン・マルティロシャン アルメニア (ARM)           | 423 | アルトゥールス・プレースニエクス ラトビア (LAT) | 410 |
| 109 kg超級 | ラシャ・タラハゼ ジョージア (GEO)         | 488 WR | アリ・ダブーディ イラン (IRI)                       | 441 | マン・アサード シリア (SYR)                     | 424 |

### 女子
| 種目      | 金                                                    | 金     | 銀                                                      | 銀  | 銅                                                | 銅  |
| --------- | ----------------------------------------------------- | ------ | ------------------------------------------------------- | --- | ------------------------------------------------- | --- |
| 49 kg級   | 侯志慧 中国 (CHN)                                     | 210 OR | サイコム・ミラバイ・チャヌー インド (IND)               | 202 | ウィンジ・アイサフ インドネシア (INA)             | 194 |
| 55 kg級   | ヒディリン・ディアス フィリピン (PHI)                 | 224 OR | 廖秋雲 中国 (CHN)                                       | 223 | ズルフィア・チンシャンロ カザフスタン (KAZ)       | 213 |
| 59 kg級   | 郭婞淳 チャイニーズタイペイ (TPE)                     | 236 OR | ポリーナ・グリエワ トルクメニスタン (TKM)               | 217 | 安藤美希子 日本 (JPN)                             | 214 |
| 64 kg級   | モード・シャロン カナダ (CAN)                         | 236    | ジョルジア・ボルディニョン イタリア (ITA)               | 232 | 陳玟卉 チャイニーズタイペイ (TPE)                 | 230 |
| 76 kg級   | ネイシ・パトリシア・ダホメス・バレラ エクアドル (ECU) | 263    | キャサリン・ニー アメリカ合衆国 (USA)                   | 249 | アレミ・フエンテス メキシコ (MEX)                 | 245 |
| 87 kg級   | 汪周雨 中国 (CHN)                                     | 270    | タマラ・ジャハイラ・サラサール・アルセ エクアドル (ECU) | 263 | クリスメリ・サンタナ・ペゲロ ドミニカ共和国 (DOM) | 256 |
| 87 kg超級 | 李雯雯 中国 (CHN)                                     | 320 OR | エミリー・キャンベル イギリス (GBR)                     | 283 | サラ・ロブレス アメリカ合衆国 (USA)               | 282 |

## 国・地域別のメダル獲得数
*   開催国/地域 (開催国)
| 順位                | 国・地域                   | 金 | 銀 | 銅 | 計 |
| ------------------- | -------------------------- | -- | -- | -- | -- |
| 1                   | 中国 (CHN)                 | 7  | 1  | 0  | 8  |
| 2                   | エクアドル (ECU)           | 1  | 1  | 0  | 2  |
| 3                   | ジョージア (GEO)           | 1  | 0  | 1  | 2  |
| 3                   | チャイニーズタイペイ (TPE) | 1  | 0  | 1  | 2  |
| 5                   | ウズベキスタン (UZB)       | 1  | 0  | 0  | 1  |
| 5                   | カタール (QAT)             | 1  | 0  | 0  | 1  |
| 5                   | カナダ (CAN)               | 1  | 0  | 0  | 1  |
| 5                   | フィリピン (PHI)           | 1  | 0  | 0  | 1  |
| 9                   | ベネズエラ (VEN)           | 0  | 2  | 0  | 2  |
| 10                  | イタリア (ITA)             | 0  | 1  | 2  | 3  |
| 10                  | インドネシア (INA)         | 0  | 1  | 2  | 3  |
| 12                  | アメリカ合衆国 (USA)       | 0  | 1  | 1  | 2  |
| 12                  | ドミニカ共和国 (DOM)       | 0  | 1  | 1  | 2  |
| 14                  | アルメニア (ARM)           | 0  | 1  | 0  | 1  |
| 14                  | イギリス (GBR)             | 0  | 1  | 0  | 1  |
| 14                  | イラン (IRI)               | 0  | 1  | 0  | 1  |
| 14                  | インド (IND)               | 0  | 1  | 0  | 1  |
| 14                  | コロンビア (COL)           | 0  | 1  | 0  | 1  |
| 14                  | トルクメニスタン (TKM)     | 0  | 1  | 0  | 1  |
| 20                  | カザフスタン (KAZ)         | 0  | 0  | 2  | 2  |
| 21                  | シリア (SYR)               | 0  | 0  | 1  | 1  |
| 21                  | メキシコ (MEX)             | 0  | 0  | 1  | 1  |
| 21                  | ラトビア (LAT)             | 0  | 0  | 1  | 1  |
| 21                  | 日本 (JPN)*                | 0  | 0  | 1  | 1  |
| 計 (国・地域数: 24) | 計 (国・地域数: 24)        | 14 | 14 | 14 | 42 |

## 備考
- 東京都では新型コロナ感染拡大による緊急事態宣言が行われていたため、全ての競技が無観客で行われた。